# Les Années rugissantes
Pour plus de détails, voir Fiche technique et Distribution.
Les Années rugissantes (titre original italien : Gli anni ruggenti) est un film italien réalisé par Luigi Zampa, sorti en 1962.
Le film est basé sur la pièce de théâtre Le Revizor de Gogol. Cependant, l'action s'est déplacée en Italie sous le règne de Benito Mussolini dans les années 1930.

## Synopsis
La menace d'une inspection surprise met en effervescence toute l'administration fasciste d'une ville des Pouilles, qui craint que beaucoup de méfaits ne soient mis en évidence, particulièrement toutes sortes d'abus de ceux qui se sont enrichis au détriment des finances publiques. En plus de l'humiliation, ils craignent que des mesures strictes soient prises contre eux. Dans cette situation, ils cherchent à y remédier avec des mesures improvisées et mises en scène afin de faire apparaître que tout est fait selon les règles par des  « administrateurs honnêtes et bons fascistes ».

## Fiche technique
- Titre original italien : Gli anni ruggenti
- Réalisateur : Luigi Zampa
- Scénario : Sergio Amidei, Ruggero Maccari
- Producteur : Achille Piazzi
- Photographie : Carlo Carlini
- Musique : Piero Piccioni
- Société de production :  Incei Film, SpA Cinematografica
- Distribution : Cine Europa-Paradise Film Exchange (1962), Incei Film
- Pays d'origine :  Italie
- Année : 1962
- Durée : 110 min
- Image : noir et blanc
- Audio : sonore - mono
- Genre : comédie à l'italienne

## Distribution
- Nino Manfredi : Omero Battifiori
- Gino Cervi : Salvatore Acquamano
- Michèle Mercier : Elvira Acquamano
- Rosalia Maggio : Nunzia Acquamano
- Salvo Randone : docteur De Vincenzi
- Gastone Moschin : Carmine Passante
- Giuseppe Ianigro : Nicola De Bellis
- Angela Luce : Donna Rosa De Bellis